# Nunney
Nunney is een civil parish in het bestuurlijke gebied Mendip, in het Engelse graafschap Somerset met 844 inwoners.

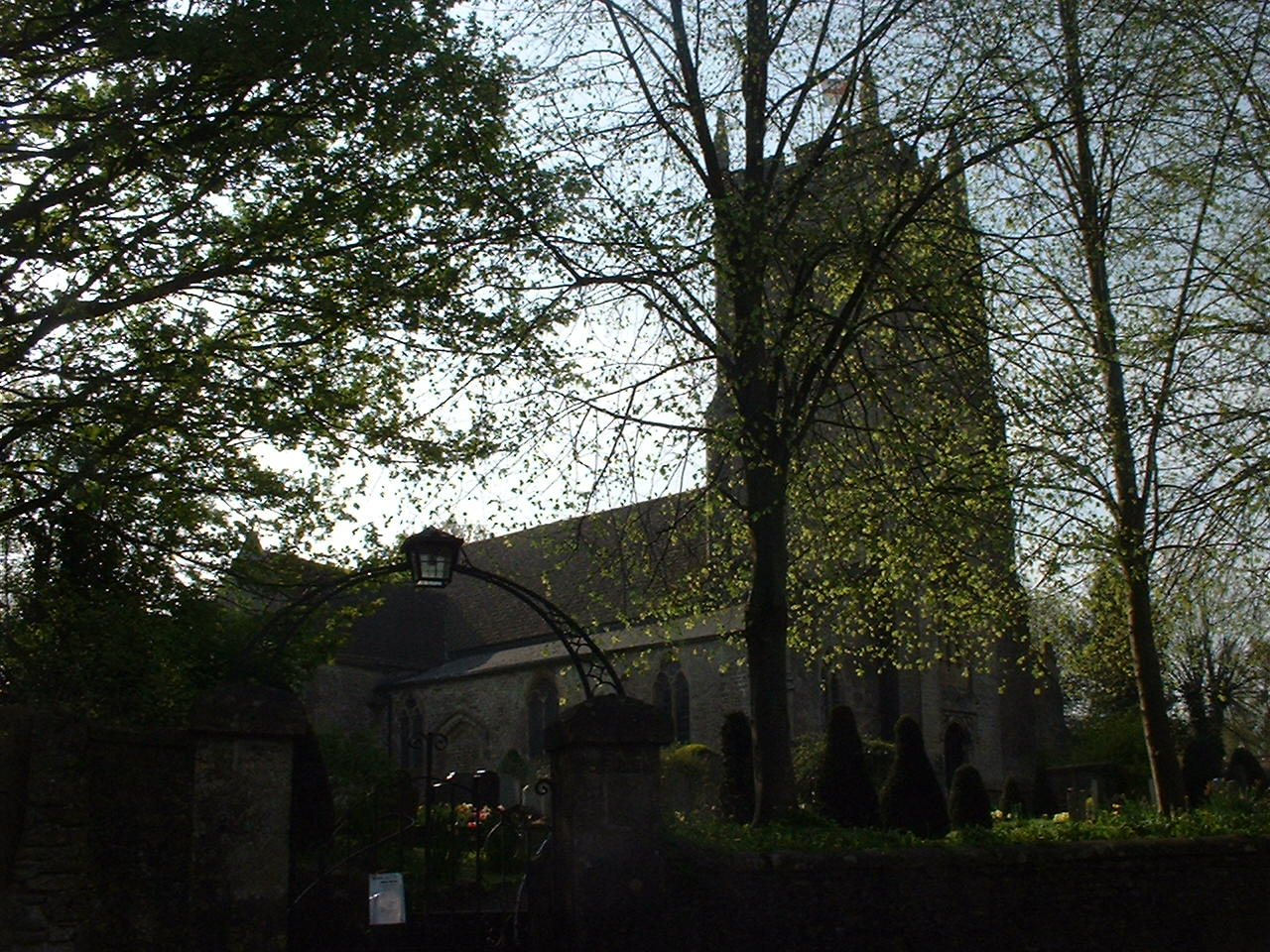
Kerk van Nunney